# Войцеховский, Николай Владимирович

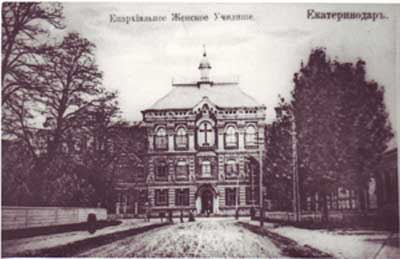
.Здание епархиального женского училища в начале XX века. Ныне здание Кубанского государственного медицинского университета

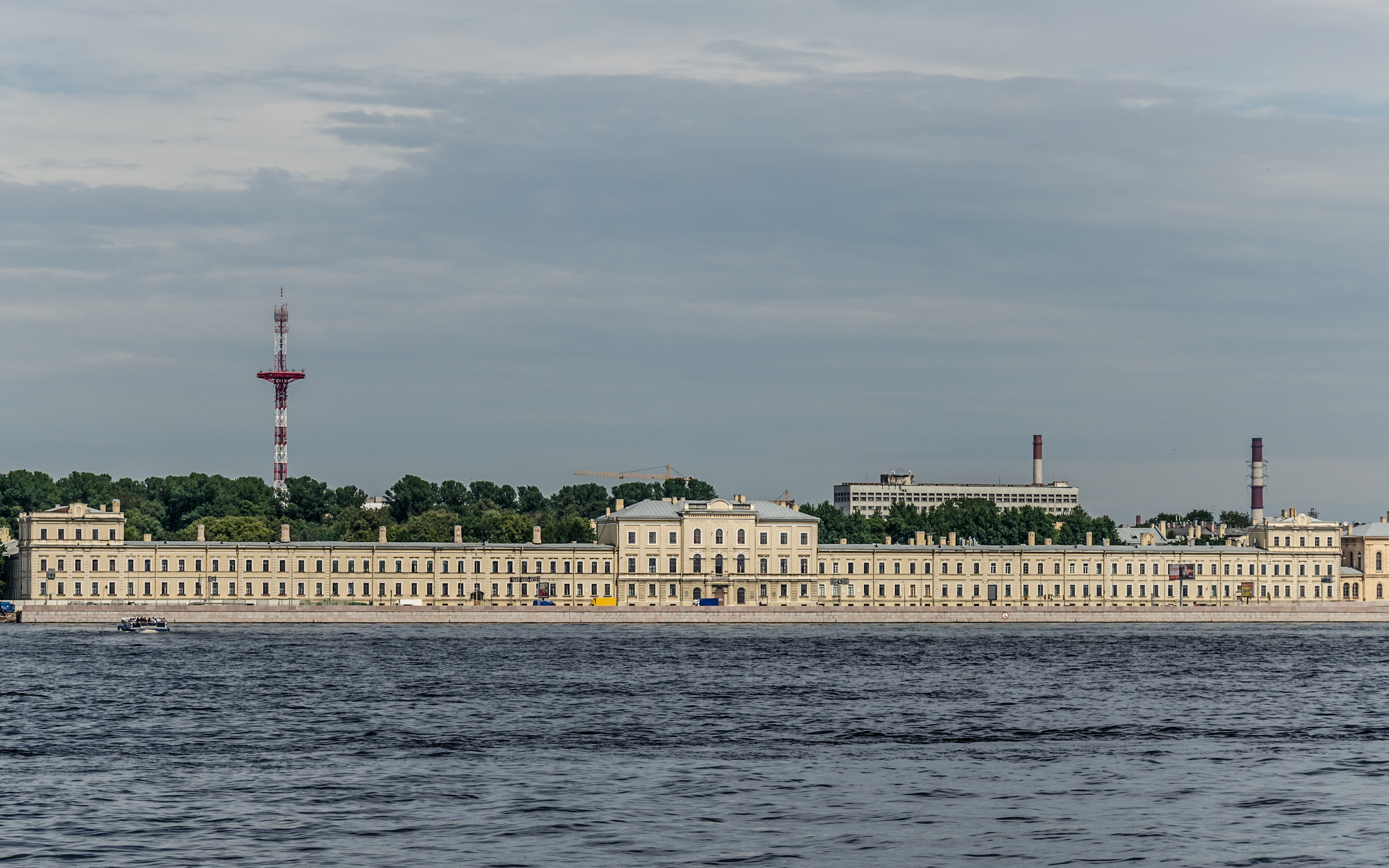
Здание клиник военно-медицинской академии на Пироговской набережной. 2012 год

Николай Владимирович Войцеховский (1874, Российская империя, Санкт-Петербург — 1933, Краснодар, СССР) — профессор, военный врач, акушер-гинеколог, полковник Русской армии. Награждён несколькими орденами и медалями Российской империи. 

## Биография
Происходил из дворян Санкт-Петербургской губернии. Родился 30 марта (11 апреля) 1874 года в семье статского советника, обер-секретаря Правительствующего сената Владислава Осиповича Войцеховского (1833, Варшава — 1877, Санкт-Петербург).
Учился в Третьей гимназии и затем в Кронштадтской мужской гимназии (выпуск 1894 года). После этого поступил в Императорскую военно-медицинскую академию, которую окончил в 1899 году. Стажировался в лучших клиниках Берлина, Вены, Дрездена, Женевы и Варшавы. Был учеником придворного акушера профессора Дмитрия Отта, руководителя ведущей в России родовспомогательной клиники. Во время русско-японской войны 1905 года служил военным врачом во Владивостоке. Между войнами, в 1909 году, Николай защищает докторскую диссертацию в Петербурге. В годы Первой мировой, будучи мобилизован, руководил госпиталем Красного Креста в Юсуповском дворце в Петербурге, под попечением вдовствующей императрицы Марии Федоровны. После этого работает врачом в Мариинской общине сестер милосердия в Киеве, также под покровительством Марии Федоровны. В конце войны в звании полковника руководил крупным прифронтовым госпиталем в Двинске (ныне Даугавпилс, Латвия).
Был одним из пионеров буерного спорта в Петербурге.
В первые годы после революции 1917 года доктор Войцеховский с семьей недолго жил в Москве, где родился его первенец Владимир. Потом в 1917—1919 годах работал гинекологом и акушером в Иваново (текстильной столице, где работало много женщин), затем в 1919 году участвовал в организации здравоохранения в Киеве (в семье остались воспоминания, что Фрунзе уговаривал доктора вступить в партию, чтобы занять какой-то ответственный пост, но он отказывается и остается консультантом). Затем переехал на Кубань, поближе к родным супруги и в 1922 году Войцеховского пригласили принять участие в создании Кубанского медицинского института (КМИ). Впоследствии Николай Владимирович (к тому времени он уже писал везде отчество на русский манер) стал директором Краснодарского родильного дома и одновременно профессором и  заведующим кафедрой акушерства и гинекологии Кубанского медицинского института. Согласно статье в Кубанском научно-медицинском вестнике тех лет, процент смертности и послеродовых осложнений в местном родильном доме стало меньше, чем в лучших родовспомогательных заведениях столицы и даже ведущих европейских клиниках. Вместе с ним работали профессора М. М. Дитерихс и Д. О. Отт.
В Краснодаре проживал в «профессорском доме» на улице Рашпилевской (Шаумяна) и был одним из его планировщиков и строителей. Вел домашний прием и по воспоминаниям тех лет, на прием к профессору Войцеховскому приезжали со всех уголков Кубани и в дни приема на улице стояла длинная вереница экипажей с ожидающими пациентками.
Похоронен на Всехсвятском кладбище в Краснодаре.

## Семья
Отец: Войцеховский, Владислав Осипович (Wladyslaw Wojciechowski), (1833, Варшава, Российская империя — 1877, Санкт-Петербург, Российская империя), Статский советник, Обер-Секретарь Правительствующего Сената Российской Империи, происходил из обрусевшего дворянского рода Царства Польского. Мать: Мария Фёдоровна (до крещения Розалия Яковлевна) Глясс (около 1840, Варшава, Российская империя), перешла в православие из иудаизма в 1870 году за месяц перед венчанием. Её крестным отцом был начальник полиции, генерал-лейтенант Фёдор Трепов. Новорождённого сына Николая в 1874 году крестили в церкви Александра Невского собственного Его Императорского Величества дворца (Аничкова дворца), запись в метрической книге номер 19.
Супруга: Людмила Васильевна Ковалёва (1888, Таганрог, Российская империя — 1974, Рига, СССР), из семьи купцов и донских казаков. Венчались в 1909 году в Санкт-Петербурге. Свободно владела английским языком, до революции работала в «Мюр и Мерилиз» (после национализации магазина в 1918 году помогала в нужде его последнему совладельцу). Овдовев зарабатывала преподаванием английского языка.
Потомки профессора: Два сына, оба выпускники КМИ. Михаил Николаевич Войцеховский (1926, Краснодар — 2000, Рига), врач, хирург-уролог, ветеран Великой Отечественной войны и участник Сталинградской битвы. Крестным отцом Михаила был коллега отца, профессор Михаил Дитерихс. Служил санитаром в поезде-госпитале и затем, одновременно с братом, служил в Черноморском флоте. После войны на протяжении многих лет заведовал отделением в Первой городской больнице г. Риги.; Владимир Николаевич Войцеховский (1917, Москва — 2004, Рига), врач, ветеран Великой Отечественной войны и участник десантной операции на Малой Земле, служил в Лиепае и после демобилизации остался в Латвии, конструктор первого автомобиля скорой помощи на базе микроавтобуса РАФ и участник исторического автопробега Лиепая-Владивосток. Трое внуков (Владимир, Людмила и Юрий) и семеро правнуков. Потомки профессора проживают в Англии, Латвии и на Мальте.
Сестра: Александра Войцеховская (1872 Санкт-Петербург — 1938 Рим), её супруг Свиягин, Николай Сергеевич. Детей нет.
Единоутробная сестра: Юлия Глясс (Julia Glas или Glyass), в замужестве Бирюкова (1867, Российская Империя — 1925, Рим, Италия). Супруг — дворянин Киевской губернии, инженер-путеец Дмитрий Павлович Бирюков (1864, Российская Империя — 1928, Рим, Италия). У них было 5 дочерей, одна из которых умерла во младенчестве. Три сестры покинули Россию вместе с родителями после революции. Потомки Юлии и Дмитрия проживают в Австралии, Канаде и США.